# Vicente Beltrán Rodrigo
Vicente Beltrán Rodrigo (Sagunto, 1918 - Valencia, 12 de octubre de 1981) fue un piloto y militar español que luchó en la guerra civil española en defensa de la Segunda República Española y en las Fuerzas Aéreas Soviéticas en la Segunda Guerra Mundial.

## Biografía
Nació en 1918 en Sagunto y era sobrino del compositor Joaquín Rodrigo. En su adolescencia trabaja en los altos hornos de Sagunto.
Durante la guerra civil española, Vicente Beltrán sirvió en la Fuerza Aérea Republicana, enviado inicialmente a Kirovabad (hoy Ganyá, Azerbaiyán) para recibir instrucción, donde se graduó como sargento, siendo encuadrado en el 3er escuadrón del XXI grupo. Durante la batalla del Ebro, el 21 de abril de 1938, fue derribado y sufrió graves quemaduras en el rostro. En septiembre de ese mismo año, recibió el grado de teniente. 
Tras la derrota de la Segunda República en 1939, partió hacia la Unión Soviética tras pasar por los campos de concentración de Francia. Se asentó en Moscú, trabajó de obrero en la fábrica de Lijachov. Tras la invasión de la Alemania nazi de la Unión Soviética y su entrada en la Segunda Guerra Mundial, Beltrán fue incluido en un grupo especial de reconocimiento en julio de 1941 como parte de un grupo de pilotos españoles y enviado en noviembre al frente cerca de Moscú. Sin embargo, el grupo nunca realizó una sola misión de reconocimiento, disuelto y los pilotos fueron transferidos a la 1.ª Brigada de Aviación de Caza, con base en el aeródromo de Bykovo, en el óblast de Moscú. Participó en la batalla de Moscú, luego en el frente de Tula, y en el verano de 1942 realizó dos arietes aéreos. También participó en la batalla de Kursk y al término de la guerra estaba en Bratislava. 
En 1948 fue dado de baja en la reserva y Beltrán estuvo trabajando de fogonero en una locomotora. Se afilió al Partido Comunista de la Unión Soviética en 1948 y en 1958, fue repatriado a España con su mujer y sus dos hijas. Falleció el 12 de octubre de 1981 en Valencia.

## Premios
- Orden de la Estrella Roja.